# 공군우주사령부
공군우주사령부(空軍宇宙司令部, Air Force Space Command (AFSPC))는 콜로라도주 페터슨 공군기지에 있었던 미국 공군의 우주전 사령부로, 공군 대장이 지휘하는 미국 전략사령부의 산하부대였다. 약 38,000명의 우주사령부 직원이 전 세계 88개소에서 근무하였다.

## 역사

### 우주사령부의 설립
1982년 9월 1일 공군은 미군에서 처음 운영하는 우주우주사령부를 주요사령부로서가 창설하였다.
1985년 우주사령부에서 공군우주사령부로 개명되었다.

### 우주군 신설 및 우주사령부
2019년 12월 20일, 미국 우주군의 창설되었을 때, 공군우주사령부는 주춧돌이 되는 주요사령부 중의 하나로서 공군에서 우주군으로 전군하였다. 우주작전사령부로 재편성되었다.

## 산하 조직

### Divisions
- 우주교신사단(이후 제9우주사단); 1983년 1월 ~ 1990년 10월 1일[1]
- 제9우주사단 - 페트릭 공군 기지; 1990년 10월 1일 - 1991년 10월 10일

### 서수공군
- 제14공군 - 반덴버그 공군 기지; 1993년 7월 1일 ~ 2019년 12월 20일
- 제20공군 - 프랜시스 E. 워렌 공군기지; 1993년 7월 1일 ~ 2019년 12월 20일
- 제24공군 - 랙랜드 공군 기지; 2009년 8월 18일 ~ 2019년 10월 11일

### Centers
- 항공우주방어센터 - 페터슨 공군기지; 1982년 9월 1일 ~ 1986년 10월 1일, 해체
- 우주 및 미사일 체계센터 - 버클리 공군기지; 2001년 10월 1일
- USAF 우주전센터 (이후, 우주전; 우주개혁 및 개발) - 페터슨 공군기지; 1993년 11월 1일
- 서부우주 및 미사일센터(이후, 제30우주단) - 반덴버그 공군 기지: 1991년 10월 1일 ~ 1993년 9월 20일

### Wings
- 제1우주단 - 페터슨 공군기지; 1983년 1월 1일 - 1992년 5월 15일
- 제2우주단 - 버클리 공군기지; 1985년 7월 8일 - 198년 1월 30일
- 제3우주지원단 - 페터슨 공군기지; 1986년 10월 15일 - 1992년 5월 1일
- 제21우주단 - 페터슨 공군기지; 1992년 5월 15일 - 1993년 9월 20일
- 제30우주단(옛 서부 우주 및 미사일센터) - 반덴버그 공군 기지; 1991년 11월 19일
- 제45우주단(옛 공군 서부시험사격장) - 페트릭 공군 기지; 1991년 11월 12일
- 제50우주단 - 슈리버 공군 기지: 1992년 1월 30일 ~ 1993년 9월 20일

### Groups
- 샤이엔산 지원전대; 1982년 9월 1일 - 1986년 11월 7일
- 제73우주감시전대 - 팔콘 공군 기지: 1989년 3월 1일 ~ 1991년 6월 1일
- 제233우주전대 - 콜로라도 공군 국가방위대

### Range
- 공군 서부시험사격장(이후 제45우주단): 1991년 10월 1일 ~ 1993년 9월 20일

## 관할 장비 시설

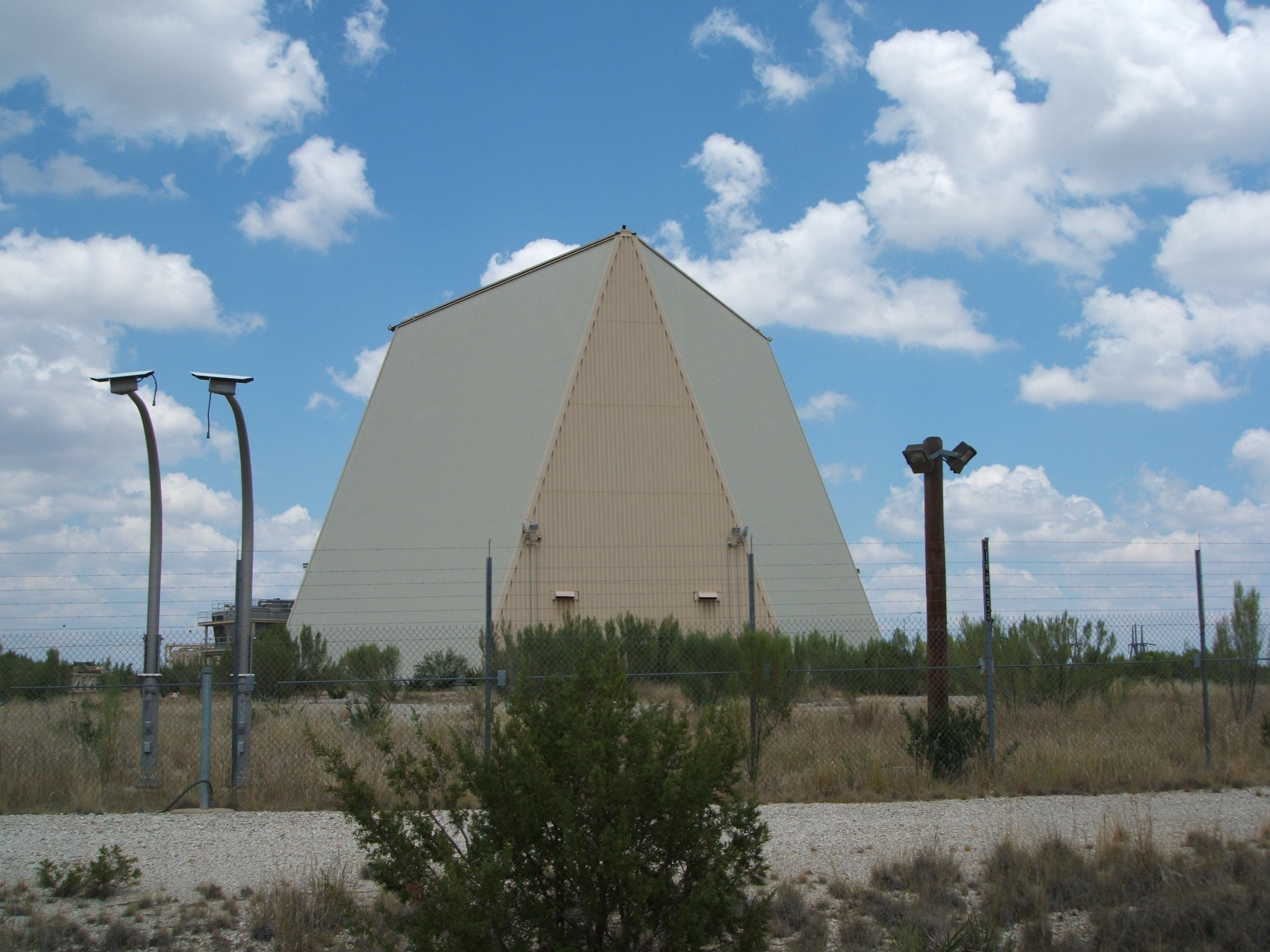
AN/FPS-115 페이브 포 조기경보레이다

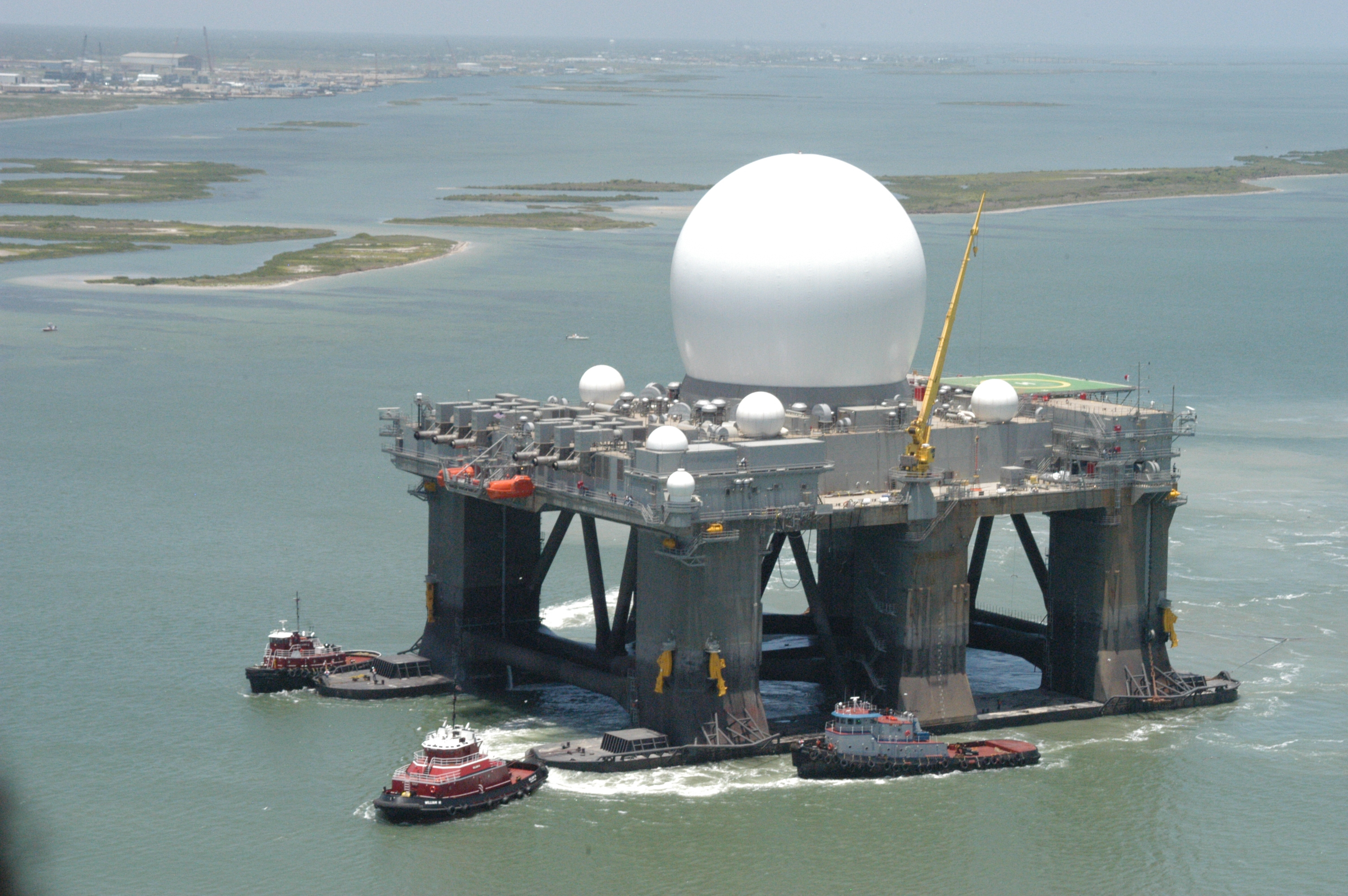
해상 기반 X-밴드 레이다

- 인공위성
  - GPS
  - 밀스타
- 우주발사체
  - 델타 2호
  - 아틀라스 5호
  - 델타 4호
- 우주상황정보
  - 공군위성관제네트워크
  - 마우이 광학추적식별시설
  - 지상기반 전자광학 심우주감시시스템
  - 수동우주감시시스템
  - 신속공격식별감지보고시스템
  - AN/FPS-85 우주추적레이다
- 탄도미사일 조기경보레이다
  - AN/FPS-115 페이브 포
  - AN/FPS-108 코브라 데인
  - AN/FPQ-16
  - 해상 기반 X-밴드 레이다
  - 탄도유도탄 조기경보 시스템

## 기록

### 계보
- 1982년 9월 1일, Space Command (SPACECOM))로서 창설 및 활동을 시작함.
- 1985년 11월 15일, Air Force Space Command (AFSPC or AFSPACECOM))로 개명됨.

### 소속
1. 미국 공군 본부; 1982년 9월 1일 ~ 2019년 12월 20일

### 기지
1. 페터슨 공군 기지; 1982년 9월 1일 ~ 2019년 12월 20일

### 표창
| 스트리머 그림 | 스트리머 이름       | 내역 | 참고 |
| ------------- | ------------------- | --- | ---- |
|               | 공군 최우수조직표창 | 1. 1985년 6월 1일 ~ 1987년 5월 31일 2. 1987년 6월 1일 ~ 1989년 5월 31일 3. 1994년 6월 1일 ~ 1996년 5월 31일 4. 1996년 11월 1일 ~ 1998년 10월 31일 5. 1998년 11월 1일 ~ 2000년 10월 31일 6. 2000년 11월 1일 ~ 2002년 10월 31일 |      |

## 같이 보기
- 우주의 군사화
- 미국 우주군
- 미국 항공우주국
- 미국 우주감시네트워크

## 참고
1. ↑  “Headquarters, Space Communications Division” (PDF). 《usafunithistory》 (미국 영어). 2022년 3월 26일. 2025년 5월 5일에 확인함.

- “Air Force Space Command (USAF)”. 《Air Force Historical Research Agency》 (미국 영어). 2006-09-015. 2025년 5월 6일에 확인함.